# Niceforo Doceano
Niceforo Doceano (in greco: Νικηφόρος Δουκειανός; ... – Ascoli Satriano, 1040) fu catapano d'Italia dal 1039 fino alla sua morte.

## Biografia
Niceforo Dulchiano fu mandato dall'imperatore bizantino Michele IV Paflagonio a sostituire il catapano Michele Sfrondilo, nel 1039. Vide nascere la ribellione dei Normanni guidati da Arduino di Melfi. Fu ucciso ad Ascoli Satriano nei primi mesi del 1040, con la sua morte l'insurrezione accelerò.